# Calisto nubila
Calisto nubila är en fjärilsart som beskrevs av Percy I. Lathy 1899. Calisto nubila ingår i släktet Calisto och familjen praktfjärilar. Inga underarter finns listade i Catalogue of Life.

## Bildgalleri

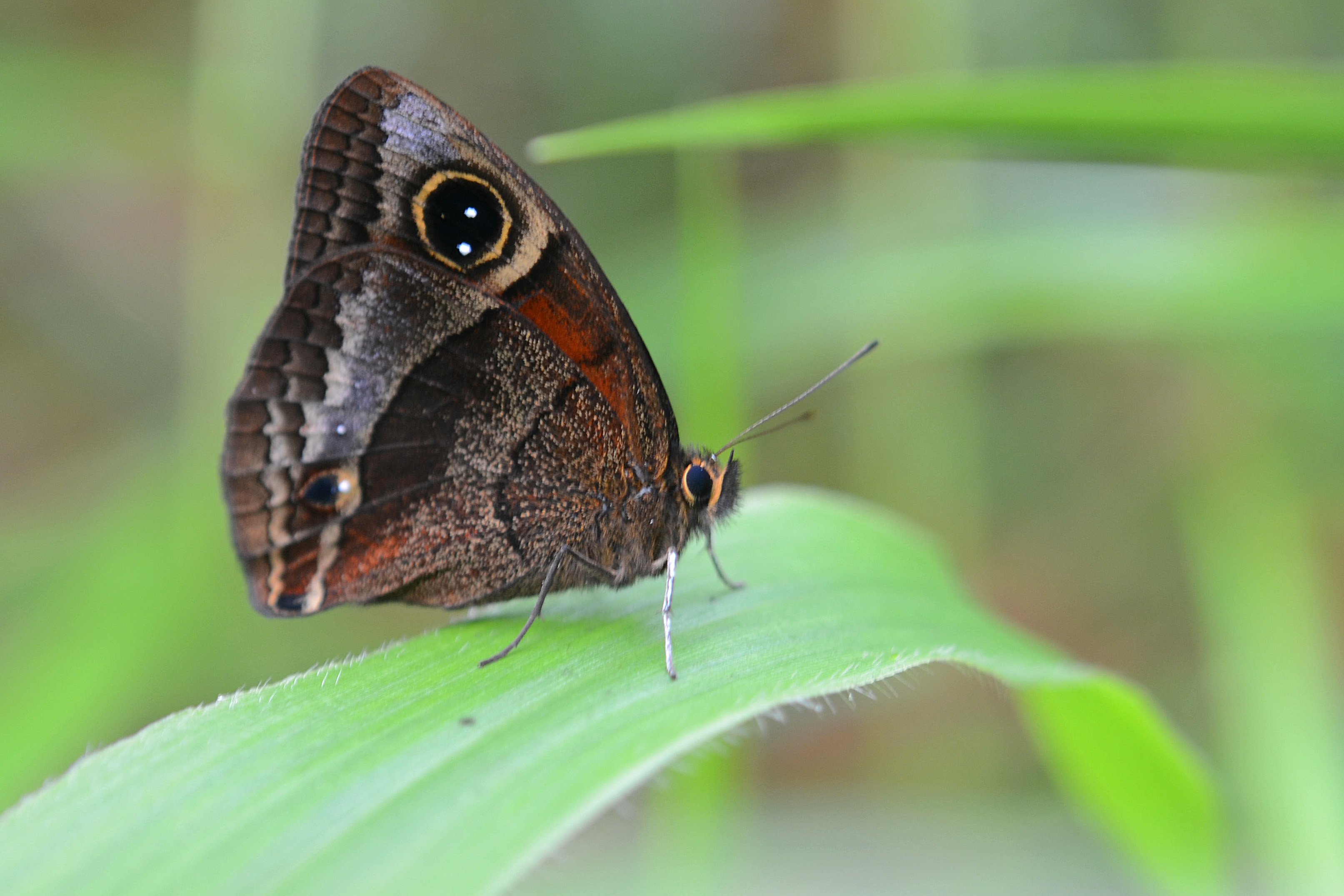